# NGC 4470
NGC 4470 (другие обозначения — NGC 4610, IRAS12270+0806, UGC 7627, VCC 1205, MCG 1-32-82, ZWG 42.132, PGC 41189) — спиральная галактика (Sa) в созвездии Дева.
Этот объект занесён в новый общий каталог несколько раз, с обозначениями NGC 4470, NGC 4610.
Этот объект входит в число перечисленных в оригинальной редакции «Нового общего каталога».
В галактике обнаружена яркая красная новая.